# Каменные голуби
Каменные голуби (лат. Petrophassa) — небольшой род голубей, обитающих в Австралии и родственных бронзовокрылым голубям. Род включает  2 вида.

## Состав рода
- Petrophassa rufipennis — Краснокрылый каменный голубь
- Petrophassa albipennis — Белокрылый каменный голубь

Этот род не является близкородственным сизому голубю (Columba livia) или скалистому голубю (Columba rupestris), а также другим видам голубей Европы, Северной Африки и Азии.

## Распространение
Представители рода обитают в Австралии.

## Морфология
Длина тела колеблется от 28 до 31 см. Половой диморфизм выражен лишь незначительно. Оперение тела, в основном, темно-оливково-коричневого цвета. Голова, шея, спина и грудь серые.

## Поведение
В большой степени приспособлены к обитанию на поверхности земли в засушливых районах. Пища состоит, в основном, из семян. Гнездо располагается прямо на земле или на скальном обнажении. Кладка состоит из двух яиц, инкубационный период длится от 16 до 18 дней.